# باتیروسور
باتیروسور (نام علمی: Batyrosaurus) نام یک سرده از راسته پرنده‌کفلان است.